# Puccinia variabilis
Puccinia variabilis är en svampart som beskrevs av Grev. 1824. Puccinia variabilis ingår i släktet Puccinia och familjen Pucciniaceae.   Inga underarter finns listade i Catalogue of Life.

## Bildgalleri

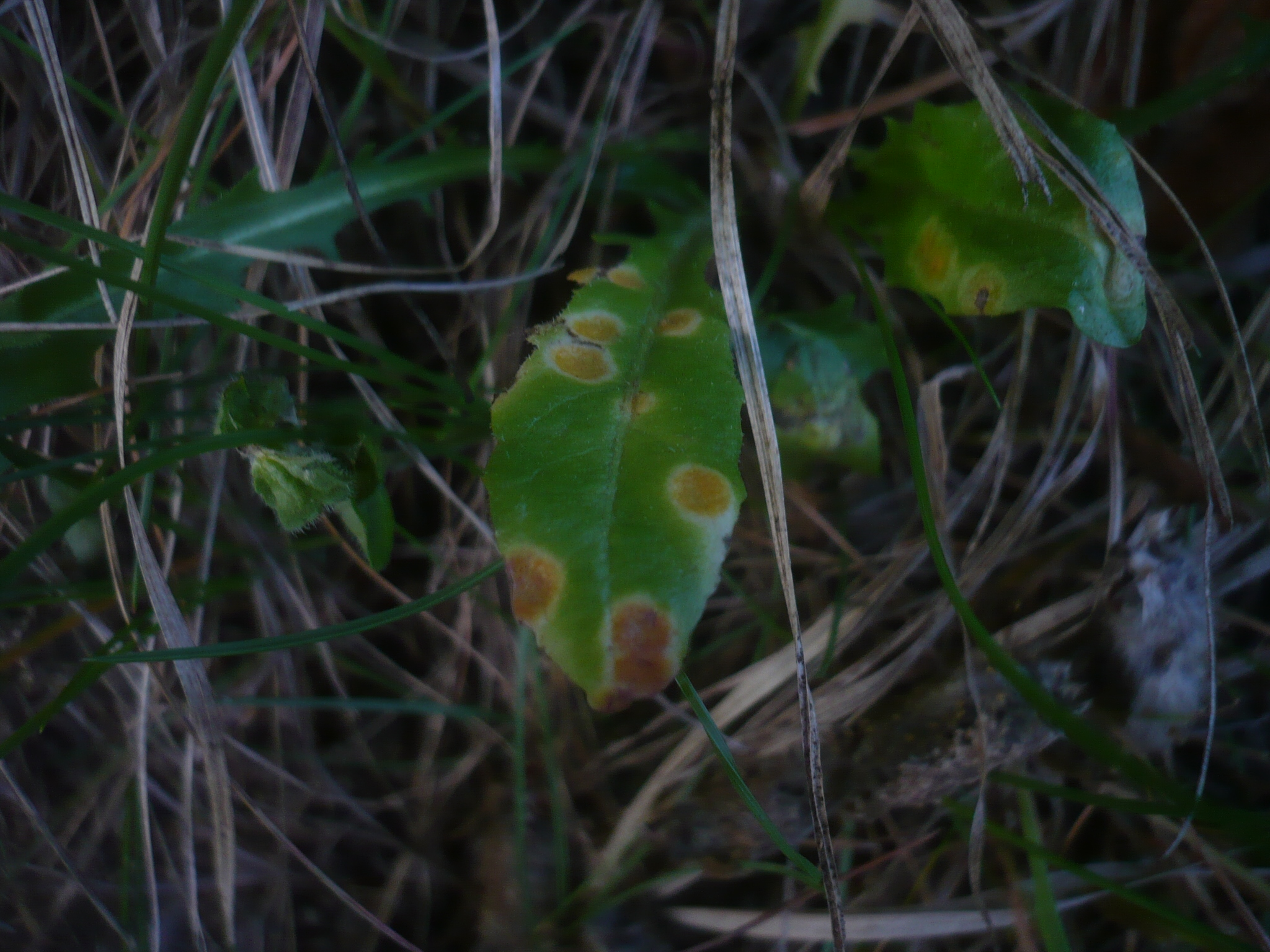